# Polestar

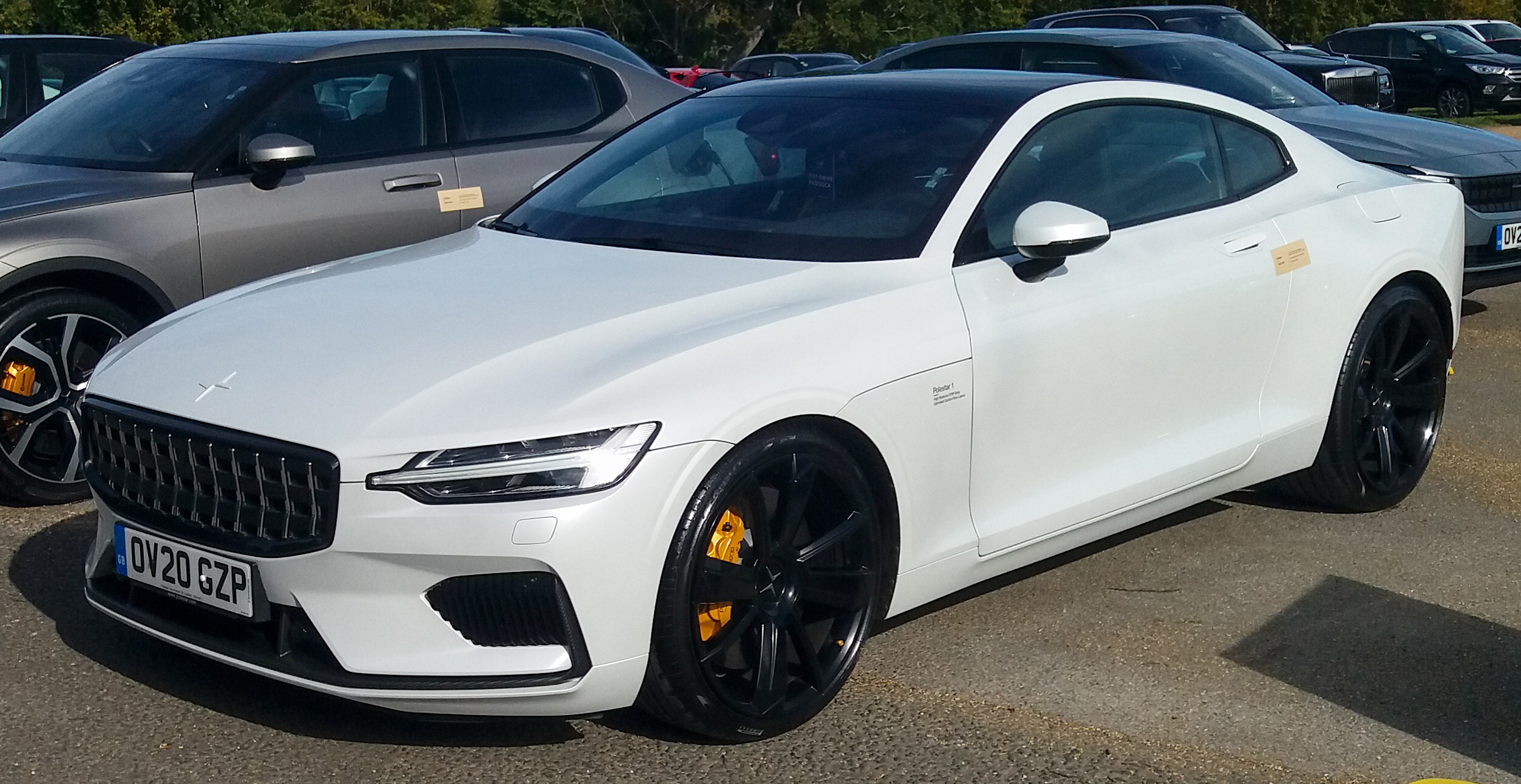
Polestar 1

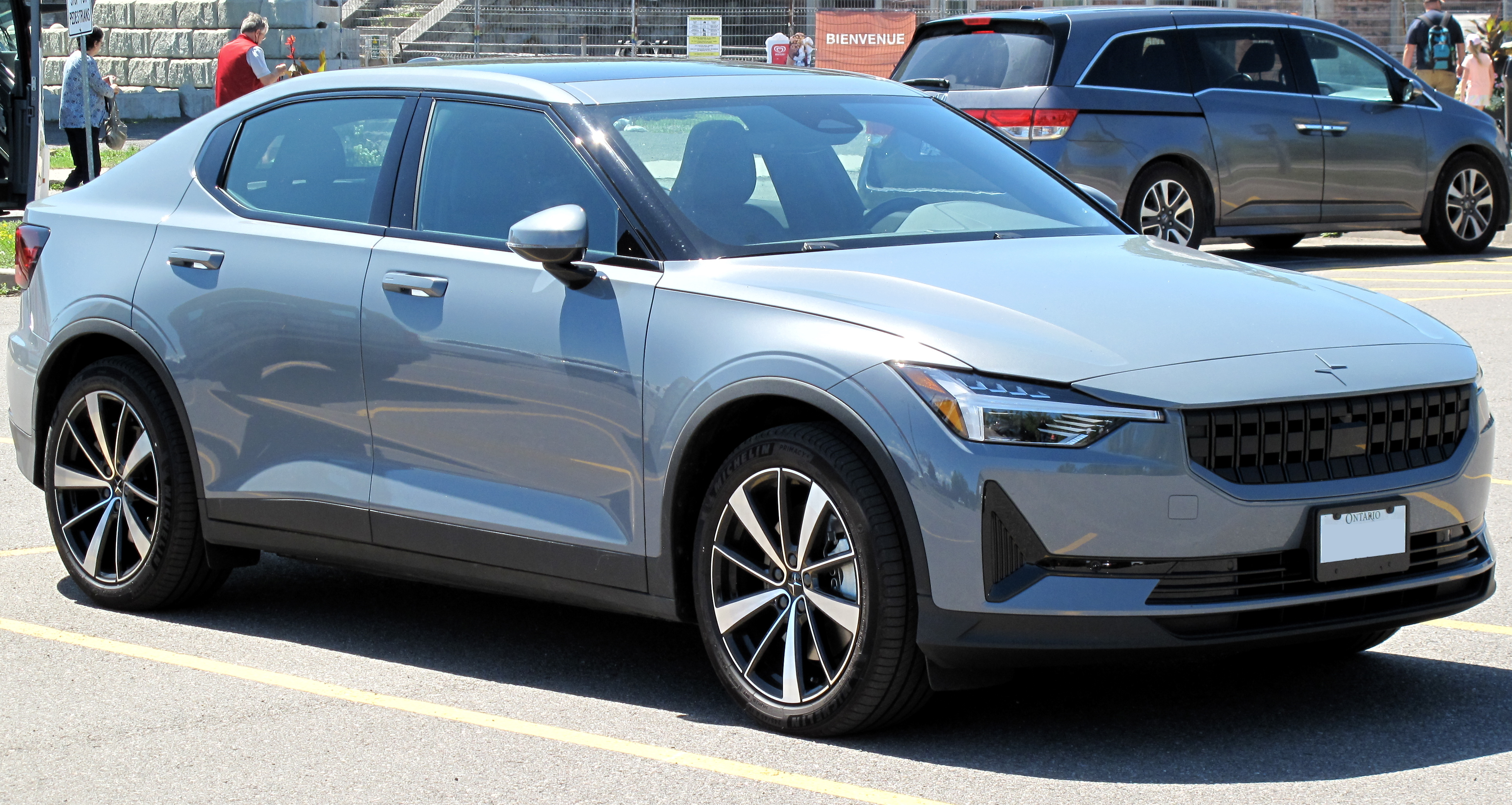
Polestar 2

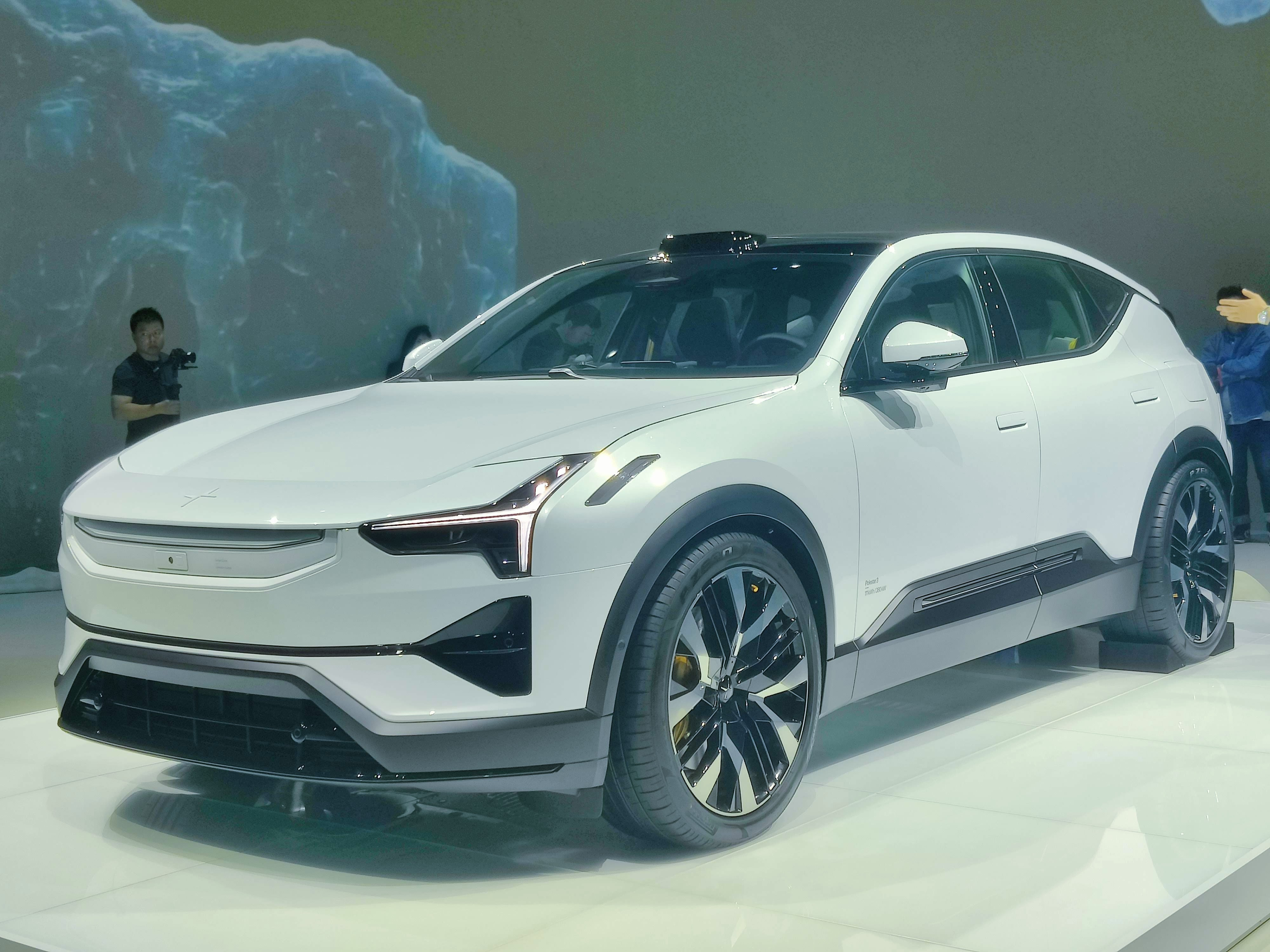
Polestar 3

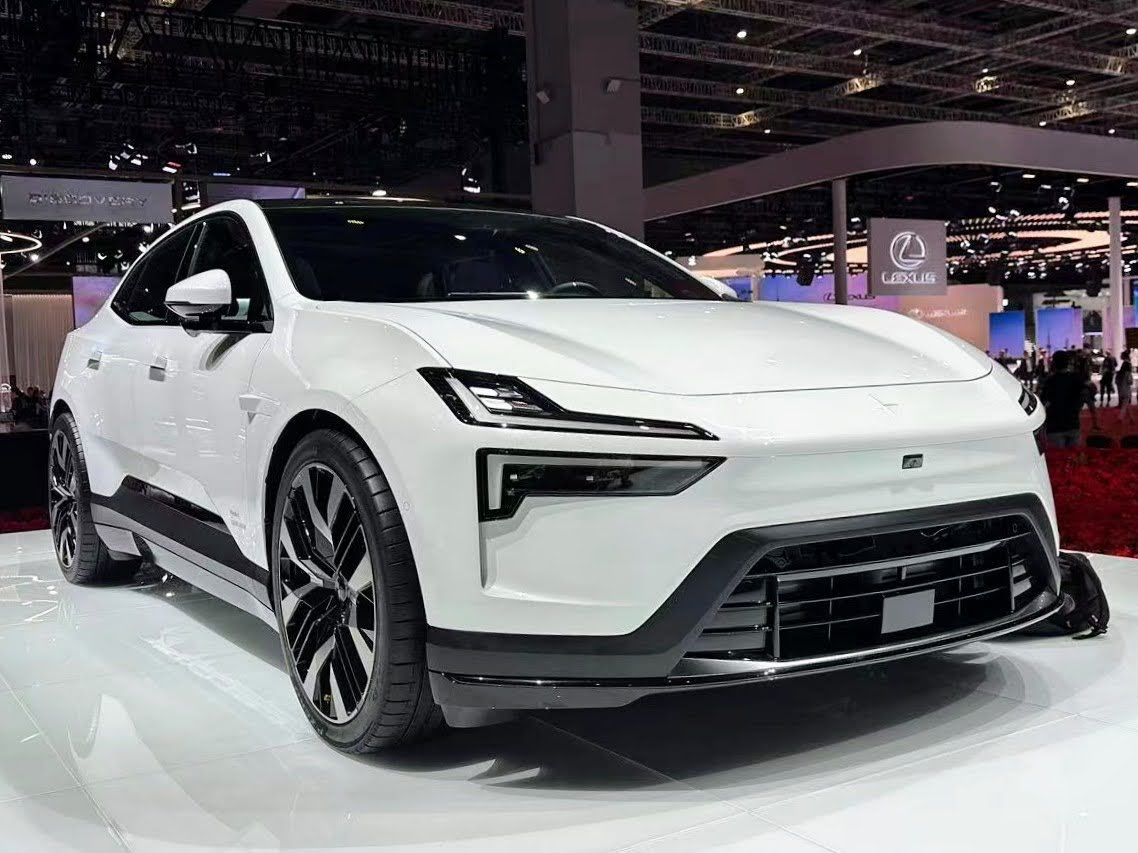
Polestar 4

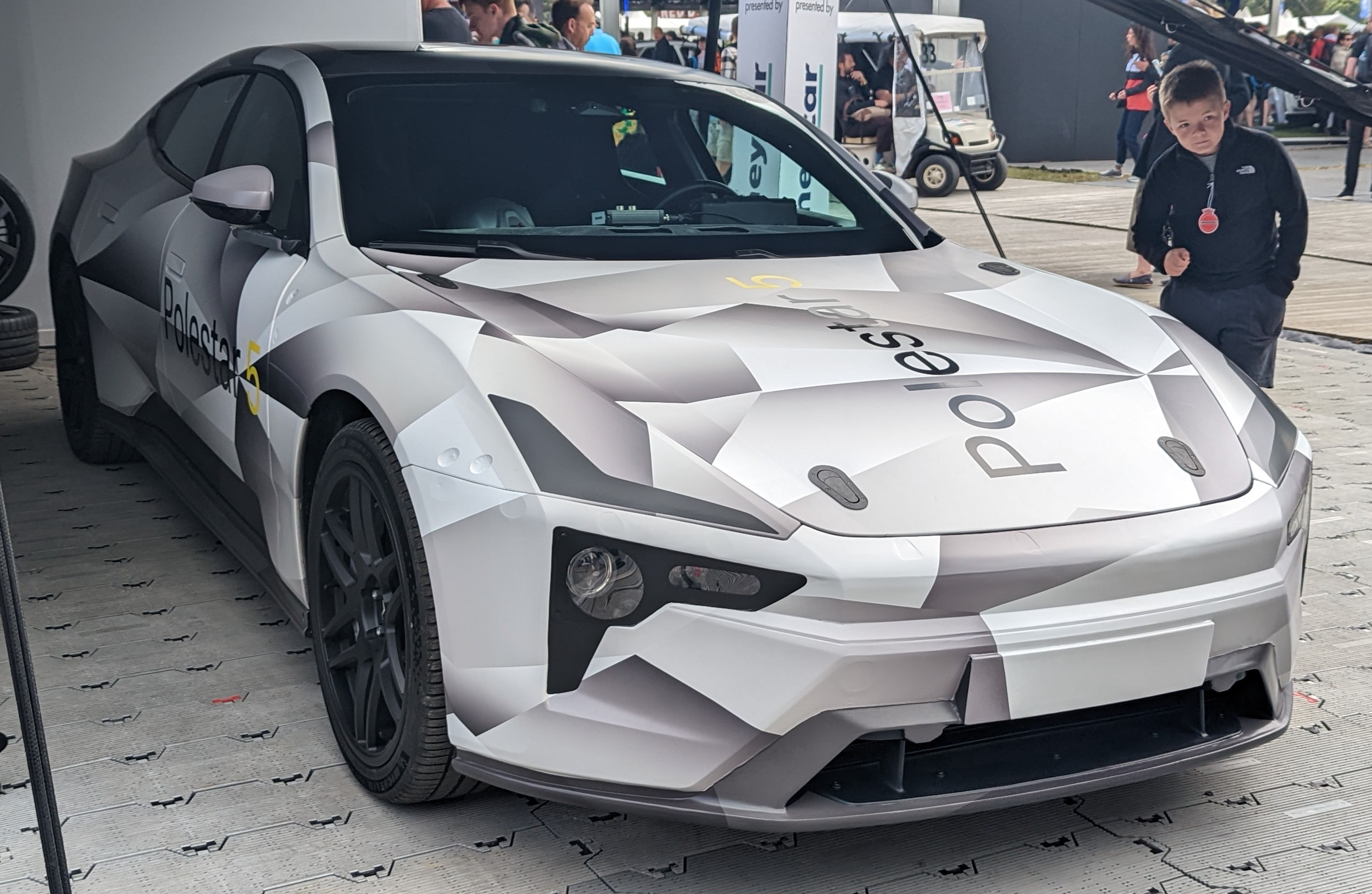
Polestar 5

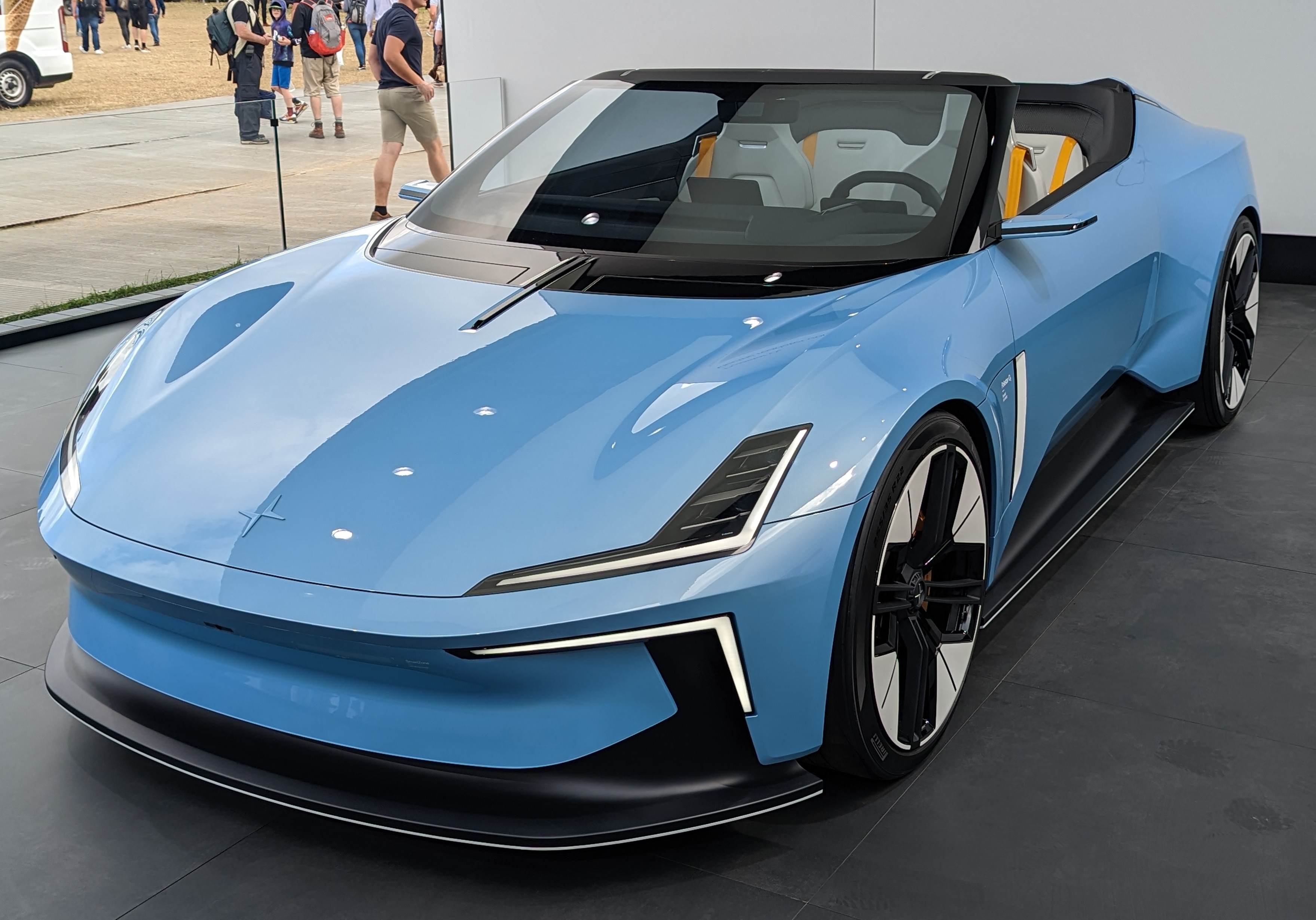
Polestar O2 Concept (2022)

Polestar – chińsko-szwedzki producent elektrycznych samochodów osobowych i sportowych z siedzibą w Göteborgu, działający od 2017 roku. Należy do chińskiego koncernu Geely.

## Historia

### Początki
Historia stosowania nazwy Polestar (ang. Gwiazda Polarna) przez szwedzkiego producenta Volvo sięga 1996 roku, kiedy to utworzono oficjalny zespół fabryczny Polestar Racing oddelegowany do rozwijania samochodów wyścigowych do udziału w różnych sportach motorowych sygnowanych logiem Volvo. W 2009 roku działalność Polestar została rozbudowana także o departament Polestar Performance, który skupił się na konstruowaniu sportowych odmian wybranych samochodów osobowych Volvo.
Latem 2017 roku zarządzający Volvo chiński koncern Geely, postanowił poszerzyć swoje portfolio. W ten sposób Polestar został awansowany do roli odrębnej marki samochodowej. Polestar podczas inauguracji działalności wyraził chęć wyróżnienia się nietypowym podejściem do swojej działalności. Poza nazywaniem modeli chronologicznymi cyframi odpowiadającymi kolejności debiutu, producent chce też postawić na oferowanie swoich pojazdów w ramach subskrypcji, zamiast tradycyjnych form posiadania. Chińsko-szwedzkiej filii powierzono skoncentrowanie się na konstruowaniu samochodów ze zelektryfikowanymi układami napędowymi. W dłuższej perspektywie firma miała rozwijać jedynie samochody elektryczne, jednak jej pierwszym produktem zostało luksusowo-sportowe coupe średniej wielkości z napędem hybrydowym typu plug-in, Polestar 1. Zadebiutował jesienią 2017 roku, a jego produkcja ruszyła w połowie 2019 roku. Samochód był pokazem możliwości konstruktorów firmy, powstając w ściśle limitowanej serii 1500 samochodów, z finalną pulą zbudowaną w połowie 2021 roku.
Drugim produkt Polestara był produktem wyrażającym długoterminową strategię firmy, przyjmując postać masowo produkowanego w pełni samochodu elektrycznego. Średniej wielkości liftback z napędem elektrycznym o nazwie Polestar 2 zadebiutował w lutym 2019 roku, stanowiąc rozwinięcie projektu pierwotnie opracowanego z myślą o produkcie dla Volvo. Do produkcji samochodu, podobnie jak w przypadku limitowanego coupe "1", wybrano wyłącznie zakłady Volvo w Chinach, ograniczając sprzedaż do wyselekcjonowanych rynków zbytu - m.in. Chin, Ameryki Północnej i Europy Zachodniej. Pierwsze egzemplarze zaczęto wytwarzać w marcu 2020 roku, z kolei 2,5 roku później, pod koniec listopada 2022, liczba zbudowanych egzemplarzy Polestara 2 przekroczyła pułap 100 tysięcy egzemplarzy.

### Spór z Citroënem i wejście na giełdę
We wrześniu 2020 roku Citroën znalazł się w konflikcie z Polestarem, zarzucając zbyt duże podobieństwo między wykorzystywanym przez tę markę logiem, a charakterystycznym znakiem firmowym francuskiego przedsiębiorstwa. Spór wynikał z wykorzystania motywu dwóch szewronów, prowadząc do wniesienia pozwu we francuskim sądzie. W 2021 roku sprzedaż Polestarów została zablokowana we Francji po tym, jak wydano wyrok korzystny dla Citroëna. Sprawa zakończyła się ostatecznie zawarciem porozumienia między obiema stronami, na mocy której we wrześniu 2022 Francuzi wycofali swoje roszczenia wobec Polestara. W międzyczasie, Polestar we wrześniu 2021 roku wyraził chęć przeobrażenia się w spółkę giełdową, co spotkało się z realizacją w czerwcu 2022. Wówczas szwedzko-chińska spółka weszła na nowojorską giełdę NASDAQ.

### Rozbudowa oferty
We wrześniu 2020 roku Polestar przedstawił swój pierwszy samochód koncepcyjny w postaci studium Precept Concept, zwiastującego poszerzenie oferty o wyższej klasy, luksusowo-sportowego fastbacka i zarazem nowy język stylistyczny. Rozwinięciem tej koncepcji było drugie studium w postaci zapowiedzi wyczynowego, sportowego roadstera o napędzie elektrycznym w postaci przedstawionego w marcu 2022 Polestara O2 Concept. W międzyczasie, we wrześniu 2021 roku Polestar przedstawił zapowiedź rozbudowy gamy swoich produkcyjnych modeli o nowe, większe konstrukcje: 3, 4 oraz 5. W czerwcu 2022 dwa z tych modeli pokazano na kolejnej fotografii, tym razem bez maskowania u większości planowanych samochodów. Premiera pierwszego modelu z serii nowych Polestarów odbyła się w październiku 2022, kiedy to zadebiutował topowy SUV Coupe, w pełni elektryczny Polestar 3. W przeciwieństwie do dotychczawowych konstrukcji firmy, do produkcji samochodu poza fabryką w Chinach wybrano także zakłady Volvo w amerykańskim Ridgeville.
W kwietniu 2023 podczas międzynarodowych targów samochodowych Shanghai Auto Show miała miejsce światowa premiera czwartego modelu firmy będącego częścią zapoczątkowanej w poprzedzającym roku ofensywy modelowej. Polestar 4 uplasował się w gamie jako średniej wielkości crossover poniżej flagowego "3", wyróżniając się m.in. najlepszymi osiągami spośród całej gamy oraz brakiem tylnej szyby.
W styczniu 2024 systematyczny rozwój gamy Polestara drastycznie rozminął się z jego sytuacją finansową oraz rynkową. Poprzedzający, 2023 rok zamknięto niższym niż zakładano popytem i niespełnieniem zakładanego progu 60 tysięy sztuk, co przełożyło się na masowe zwolnienia obejmujące 15% zatrudnionej załogi. Pokłosiem tej sytuacji było podjęcie decyzji przez dotychczasowego głównego udziałowca Polestara, szwedzkie Volvo Cars, o wycofaniu się ze współfinansowania tej firmy i odsprzedaniu większości swoich udziałów w całości do macierzystego chińskiego koncernu Geely.

## Modele samochodów

### Obecnie produkowane

#### Samochody osobowe
- 2
- 5

#### SUV-y i Crossovery
- 4
- 3

### Historyczne
- 1 (2019–2021)

### Studyjne
- Polestar Precept (2020)
- Polestar O2 (2022)
- Polestar Synergy (2023)